# Plumularia moneroni
Plumularia moneroni är en nässeldjursart som beskrevs av Nikolai Alexsandrovich Naumov 1960. Plumularia moneroni ingår i släktet Plumularia och familjen Plumulariidae. Inga underarter finns listade i Catalogue of Life.